# ネルソン・ロイヤル
ネルソン・ロイヤル（Nelson Royal、本名：Nelson Combs、1935年7月21日 - 2002年2月3日）は、アメリカ合衆国のプロレスラー。ケンタッキー州ホイールライト出身。生年は1931年、出身地はテキサス州ダラスともされる。
カウボーイ・ギミックの技巧派ベビーフェイスとして活動し、NWA世界ジュニアヘビー級王座を長期間に渡って保持。日本でも防衛戦を行った。

## 来歴
昭和期からの日本でのプロフィールでは、牧場主の父を持つ生粋のカウボーイとして育ち、スティアー・レスリングと呼ばれるロデオ競技では当時の世界記録も樹立した、などと紹介されている。1950年代にプロレス入りし、太平洋岸北西部のパシフィック・ノースウエスト地区やアリゾナなど各地を転戦、1962年にはテキサス西部のアマリロにてドリー・ファンク・シニアとNWAサウスウエスト・タッグ王座を争い、1966年は長身のテキサス・マッケンジーとの凸凹カウボーイ・コンビで活躍した。
1968年からは自身と同サイズのポール・ジョーンズを新パートナーにカウボーイ・コンビを再編。1969年2月にジョーンズと共に日本プロレスに初来日し、3月1日の愛知県体育館大会においてアントニオ猪木と大木金太郎が保持していたアジアタッグ王座に挑戦した。本国アメリカではノースカロライナのジム・クロケット・プロモーションズを主戦場に活躍し、1970年9月22日にはジン・アンダーソンとオレイ・アンダーソンのミネソタ・レッキング・クルーからNWA大西洋岸タッグ王座を奪取。リップ・ホーク&スウェード・ハンセンのブロンド・ボンバーズともタイトルを争った。ジョーンズとのタッグチームは日本では「牧童コンビ」と呼ばれ、1970年4月開幕の第12回ワールドリーグ戦と1971年9月の第2回NWAタッグ・リーグ戦にも揃って出場した。
ジョーンズとのコンビ解散後はシングル・プレイヤーに転身して、日本には1974年2月と1975年2月に全日本プロレスに参戦。アメリカではテネシーのミッドアメリカ地区（後のCWA）を経てオクラホマのトライステート地区（後のMSWA）に定着し、1976年12月6日にロン・スターを破りNWA世界ジュニアヘビー級王座を獲得。長期政権を築き、1978年4月には王者として全日本プロレスに参戦。5月11日に大阪府立体育館において、アル・マドリルを相手に防衛戦を行った。帰国後の7月25日にテキサスのヒューストンにてマドリルに王座を奪われるも、マドリルの病気による王座返上後に自動的にチャンピオンへ返り咲いている。
1979年10月、国際プロレスに来日。同月5日の後楽園ホール大会において阿修羅・原との防衛戦が行われたが、NWA加盟団体である全日本プロレスと新日本プロレスがロイヤルの王座は無効であると主張し、タイトルマッチにクレームを付けるという一幕も見られた。同年に現役を引退して王座を返上したが、トライステート地区のプロモーターだったレロイ・マクガークが同王座の運営権を占有していたことに不満を持つ一部のプロモーター（CWFのエディ・グラハム、NWAハリウッド・レスリングのマイク・ラベール、WWFのビンス・マクマホン、新日本プロレスの新間寿など、NWAの「反主流派」とされる面々）が、ロイヤルの引退に伴い独自にジュニア王座を新設（新王者は王座決定戦でチャボ・ゲレロを破ったとされるスティーブ・カーン）。これに異を唱えたマクガークも従前のジュニア王座を復活させたことにより（新王者はトーナメント決勝でレス・ソントンを破ったロン・スター）、一時期は2つのNWA世界ジュニアヘビー級王座が混在するという事態を招いた。最終的にはロイヤルが保持していたタイトルの正当性が認められ、反主流派の王座は「NWAインターナショナル・ジュニアヘビー級王座」と改称され、日本に定着した。
リタイア後はノースカロライナ州ムーアズビルにてウエスタンショップの "Nelson Royal Western Store" を経営しつつ、トレーナーとして後進の指導・育成にも携わった。輪島大士のコーチも務め、輪島のデビュー翌年の1987年1月と8月には弟子を伴って全日本プロレスに久々に来日している。また、ムーアズビルではインディー団体のACW（Atlantic Coast Wrestling）を主宰し、1991年まで運営していた。
1995年5月20日には、ジム・コルネットが主宰していたスモーキー・マウンテン・レスリングのイベント "Carolina Memories" に、ミスター・レスリング、エイブ・ジェイコブズ、ジョニー・ウィーバー、スウェード・ハンセン、マグナムTAらと共にレジェンドとして出席した。
2002年2月3日、心臓発作で死去。70歳没。

## 得意技
- テキサス・ブロンコ・バックブリーカー

## 獲得タイトル
ナショナル・レスリング・アライアンス / NWAトライステート
- NWA世界ジュニアヘビー級王座：4回[5]

パシフィック・ノースウエスト・レスリング
- NWAパシフィック・ノースウエスト・タッグ王座：1回（w / ブラック・ホーク）

セントラル・ステーツ・レスリング
- NWA世界タッグ王座（セントラル・ステーツ版）：1回（w / ペドロ・ゴディ）

NWAハリウッド・レスリング
- NWAアメリカス・タッグ王座：1回（w / ポール・ジョーンズ）[17]

ミッドアトランティック・チャンピオンシップ・レスリング
- NWA大西洋岸タッグ王座：2回（w / ポール・ジョーンズ、サンディ・スコット）[9]

NWAサウスウエスト
- NWAサウスウエスト・タッグ王座：2回（w / ザ・ヴァイキング、マイク・ギャラガー）

NWAミッドアメリカ
- NWAテネシー・タッグ王座：3回（w / レス・サッチャー×2、ロン・ライト）

## 育成選手
- ケン・シャムロック
- 輪島大士
- ジョニー・エース
- ザ・ターミネーター
- ジョー・ディートン
- デビッド "ホス" ディートン
- ジーン・リージョン
- ロッキン・ロビン